# رپنکا (شهرستان کراسنوگفاردیسکی، استان بلگورود)
رپنکا (انگلیسی: Repenka, Krasnogvardeysky District, Belgorod Oblast) یک شهرک در بخش کراسنوگفاردیسکی استان بلگورود کشور روسیه است.